# Chrysichthys cranchii
Chrysichthys cranchii är en fiskart som först beskrevs av Leach, 1818.  Chrysichthys cranchii ingår i släktet Chrysichthys och familjen Claroteidae. IUCN kategoriserar arten globalt som livskraftig. Inga underarter finns listade i Catalogue of Life.